# Landtagswahlkreis Heilbronn (Württemberg-Baden)
Der Wahlkreis Heilbronn (1946: Wahlkreis 16, 1952: Wahlkreis 9) war von 1946 bis 1952 ein Landtagswahlkreis in Württemberg-Baden. Er umfasste den Stadtkreis Heilbronn sowie den damaligen Landkreis Heilbronn.
Der Wahlkreis existierte bei der Wahl zur Verfassunggebenden Landesversammlung Württemberg-Baden am 30. Juni 1946, bei der Landtagswahl in Württemberg-Baden am 24. November 1946 und bei der Landtagswahl in Württemberg-Baden am 19. November 1950. Bei den beiden Wahlen 1946 trug er die Wahlkreisnummer 16 und entsandte 5 Abgeordnete, bei der Wahl 1950 war er die Nummer 9 und entsandte 4 Abgeordnete.
Für die Wahl zur Verfassunggebenden Landesversammlung in Baden-Württemberg am 9. März 1952, die vor der tatsächlichen Gründung Baden-Württembergs noch in den drei Vorgänger-Bundesländern stattfand, wurden neue Wahlkreise gebildet, und der Wahlkreis Heilbronn-Stadt, der Wahlkreis Heilbronn-Land I sowie der Wahlkreis Heilbronn-Land II traten die Nachfolge des alten Wahlkreises Heilbronn an.  

## Abgeordnete
Den Wahlkreis Heilbronn vertraten 1946 bis 1952 folgende Abgeordnete in der Verfassunggebenden Landesversammlung Württemberg-Baden (VLWB) und im Landtag:
| Partei | Gewählte |
| ------ | --- |
| SPD    | Hermann Greiner VLWB, 1946 Armin Bodechtel 1950 Fritz Ulrich VLWB, 1946, 1950                                                                |
| CDU    | Karl Vogt VLWB, 1946, 1950 († 21. Januar 1952) Josef Lang (nachgerückt für Karl Vogt am 30. Januar 1952)                                     |
| DVP    | Hermann Schneider VLWB, 1946, 1950 |
| KPD    | Rudolf Kohl VLWB, 1946 (Mandat niedergelegt zum 15. März 1950) Erich Leucht (nachgerückt für Rudolf Kohl, 10. Mai 1950 bis 5. Dezember 1950) |